# Ейдриън Монк
Ейдриън Монк (на английски: Adrian Monk) е главният герой в телевизионния сериал „Монк“. Ролята се изпълнява от Тони Шалуб. Монк е бивш полицай в управлението на Сан Франциско. Там среща много добри приятели – капитан Стотелмайер, а по-късно Ранди Дишър. Неговото невротично и натрапчиво разстройство, засилено от смъртта на съпругата му и забъркано с работата му, причинява неговото отстраняване. След това работи като частен консултант. Ейдриън Монк разрешава над 100 невероятни случая, някои от тях са се смятали за инциденти. Ейдриън през живота си е имал 2 асистентки – Натали Тийгър и Шарона Флеминг. Шарона го напуска по време на 10-и епизод, 3-ти сезон. В сериала голямо внимание оказва и Дейл Байдърберк – човек с наднормено тегло. Двата най-трудни случая на Монк са убийството на жена му – Труди и изчезнала акушерка. Труди (жената на Монк) му е оставила подарък за Коледа (починала е на 19 декември). Монк в продължение на години не може да отвори подаръка, докато не се окаже ключът към разгадаването на убийството ѝ.

## В България
В българския дублаж Монк се озвучава от Владимир Пенев, а в девети епизод от четвърти сезон в този на студио Доли – от Веселин Ранков.

## Любопитно
Съсъздателят на сериала Дейвид Хобърман казва, че е базирал Монк частично на себе си, а също и на фиктивни детективи, като лейтенант Коломбо, Еркюл Поаро и Шерлок Холмс. Други актьори, които са били имани предвид за ролята, са Дейв Фоули, Джон Ритър, Хенри Уинклър, Стенли Тучи, Алфред Молина и Майкъл Ричардс. В крайна сметка от телевизията избират Шалуб, защото усещат, че той ще „съживи хумора и страстта на Монк“.